# Plymptonville
Plymptonville és una concentració de població designada pel cens dels Estats Units a l'estat de Pennsilvània. Segons el cens del 2000 tenia 1.040 habitants.

## Demografia
Segons el cens del 2000, Plymptonville tenia 1.040 habitants, 457 habitatges, i 301 famílies. La densitat de població era de 306,5 habitants/km².
Dels 457 habitatges en un 22,3% hi vivien nens de menys de 18 anys, en un 53% hi vivien parelles casades, en un 10,1% dones solteres, i en un 34,1% no eren unitats familiars. En el 31,5% dels habitatges hi vivien persones soles el 16,6% de les quals corresponia a persones de 65 anys o més que vivien soles. El nombre mitjà de persones vivint en cada habitatge era de 2,27 i el nombre mitjà de persones que vivien en cada família era de 2,84.
Per edats la població es repartia de la següent manera: un 20,3% tenia menys de 18 anys, un 4,9% entre 18 i 24, un 28% entre 25 i 44, un 25,5% de 45 a 60 i un 21,3% 65 anys o més.
L'edat mediana era de 42 anys. Per cada 100 dones de 18 o més anys hi havia 84,6 homes.
La renda mediana per habitatge era de 25.952 $ i la renda mediana per família de 31.250 $. Els homes tenien una renda mediana de 29.706 $ mentre que les dones 18.393 $. La renda per capita de la població era de 13.691 $. Entorn de l'11,9% de les famílies i el 16,3% de la població estaven per davall del llindar de pobresa.

## Poblacions més properes
El següent diagrama mostra les poblacions més properes.